# Шкопек, Милан
Милан Шкопек (чеш. Milan Škopek; род. 22 января 1959, Прага) — чехословацкий гребец, выступавший за сборную Чехословакии по академической гребле в 1977—1989 годах. Обладатель серебряной и бронзовой медалей чемпионатов мира, победитель и призёр первенств национального значения, участник двух летних Олимпийских игр.

## Биография
Милан Шкопек родился 22 января 1959 года в Праге, Чехословакия. Занимался академической греблей в столичном клубе «Дукла».
Впервые заявил о себе на международном уровне в сезоне 1977 года, когда вошёл в состав чехословацкой национальной сборной и выступил на юниорском мировом первенстве в Тампере, где в зачёте распашных безрульных четвёрок стал пятым.
В 1979 году стартовал на чемпионате мира в Бледе, где вместе с напарником Йозефом Пламинеком и рулевым Олдржихом Гейдушеком завоевал серебряную медаль в рулевых двойках.
Благодаря череде удачных выступлений удостоился права защищать честь страны на летних Олимпийских играх 1980 года в Москве — в программе рулевых двоек занял итоговое шестое место.
В 1981 году стал четвёртым в рулевых двойках на чемпионате мира в Мюнхене.
В 1982 году побывал на чемпионате мира в Люцерне, откуда привёз награду бронзового достоинства, выигранную совместно с Миланом Долечеком и рулевым Гейдушеком в рулевых двойках.
В 1983 году в той же дисциплине был пятым на чемпионате мира в Дуйсбурге.
Рассматривался в качестве кандидата на участие в летних Олимпийских играх 1984 года в Лос-Анджелесе, однако Чехословакия вместе с несколькими другими странами восточного блока бойкотировала эти соревнования по политическим причинам. Вместо этого Шкопек выступил на альтернативной регате «Дружба-84» в Москве, где выиграл серебряную медаль в распашных двойках с рулевым, уступив на финише только экипажу из Советского Союза.
В 1986 году Милан Шкопек стал шестым безрульных четвёрках на чемпионате мира в Ноттингеме.
В 1987 году в той же дисциплине занял пятое место на чемпионате мира в Копенгагене.
Находясь в числе лидеров чехословацкой гребной команды, благополучно прошёл отбор на Олимпийские игры 1988 года в Сеуле — на сей раз в рулевых двойках сумел квалифицироваться лишь в утешительный финал В и расположился в итоговом протоколе соревнований на седьмой строке.
После сеульской Олимпиады Шкопек ещё в течение некоторого времени оставался действующим спортсменом и продолжал принимать участие в крупнейших международных регатах. Так, в 1989 году в распашных безрульных четвёрках он показал девятый результат на чемпионате мира в Бледе.